# Verein für Leibesübungen von 1899 1998-1999
Questa voce raccoglie le informazioni riguardanti il Verein für Leibesübungen von 1899 nelle competizioni ufficiali della stagione 1998-1999.

## Stagione
Nella stagione 1998-1999 l'Osnabrück, allenato da Gerd-Volker Schock, concluse il campionato di Regionalliga nord al 1º posto e perse gli spareggi promozione con il Chemnitz e successivamente il triangolare promozione con Kickers Offenbach e Eintracht Treviri. In Coppa di Germania l'Osnabrück fu eliminato al primo turno dal Norimberga.

## Rosa
| N. |                                 | Ruolo | Calciatore         |
| -- | ------------------------------- | ----- | ------------------ |
| 3  | Germania (bandiera)             | D     | Matthias Rose      |
|    | Germania (bandiera)             | P     | Uwe Brunn          |
|    | Germania (bandiera)             | P     | Stephan Quatmann   |
|    | Germania (bandiera)             | D     | Günther Baerhausen |
|    | Germania (bandiera)             | D     | Marc Bury          |
|    | Germania (bandiera)             | D     | Frank Claaßen      |
|    | Germania (bandiera)             | D     | Rainer Goda        |
|    | Germania (bandiera)             | D     | Nils Hörmeyer      |
|    | Stati Uniti (bandiera)          | D     | Greg Schwager      |
|    | Germania (bandiera)             | D     | Kay Wenschlag      |
|    | Stati Uniti (bandiera)          | C     | Joe Enochs         |
|    | Bosnia ed Erzegovina (bandiera) | C     | Sehrudin Kavazovic |

| N. |                          | Ruolo | Calciatore         |
| -- | ------------------------ | ----- | ------------------ |
|    | Nuova Zelanda (bandiera) | C     | Aaran Lines        |
|    | Germania (bandiera)      | C     | Sebastian Lodter   |
|    | Germania (bandiera)      | C     | Jörg Pahlig        |
|    | Germania (bandiera)      | C     | Martin Przondziono |
|    | Germania (bandiera)      | C     | Lars Schiersand    |
|    | Germania (bandiera)      | C     | Wolfgang Schütte   |
|    | Germania (bandiera)      | A     | Christian Claaßen  |
|    | Germania (bandiera)      | A     | Uwe Hartenberger   |
|    | Germania (bandiera)      | A     | Jacek Janiak       |
|    | Germania (bandiera)      | A     | Daniel Thioune     |
|    | Germania (bandiera)      | A     | Markus Wulftange   |

## Organigramma societario
Area tecnica
- Allenatore: Gerd-Volker Schock
- Allenatore in seconda: Klaus Baumanns
- Preparatore dei portieri:
- Preparatori atletici:
- Analisi video:

## Calciomercato

### Sessione estiva
| Acquisti | Acquisti           | Acquisti          | Acquisti |
| R.       | Nome               | da                | Modalità |
| -------- | ------------------ | ----------------- | -------- |
| C        | Sehrudin Kavazovic | Sloboda Tuzla     |          |
| A        | Christian Claaßen  | Meppen            |          |
| A        | Uwe Hartenberger   | Zwickau           |          |
| C        | Aaran Lines        | Kickers Emden     |          |
| D        | Matthias Rose      | Meppen            |          |
| C        | Wolfgang Schütte   | Herzlake          |          |
| D        | Kay Wenschlag      | Energie Cottbus   |          |
| A        | Markus Wulftange   | Lokomotive Lipsia |          |

| Cessioni | Cessioni         | Cessioni               | Cessioni |
| R.       | Nome             | a                      | Modalità |
| -------- | ---------------- | ---------------------- | -------- |
| D        | Mirko Baschetti  | Hannover 96            |          |
| C        | Mark Burton      | Kickers Emden          |          |
| C        | Henrik Graulich  | Kickers Emden          |          |
| D        | Bernd Heemsoth   | Lubecca                |          |
| C        | Andrzej Magowski | Herzlake               |          |
| A        | Sven Simonsen    | Eintracht Braunschweig |          |

### Sessione invernale
| Acquisti | Acquisti      | Acquisti | Acquisti |
| R.       | Nome          | da       | Modalità |
| -------- | ------------- | -------- | -------- |
| D        | Greg Schwager | Vejle    |          |

| Cessioni | Cessioni | Cessioni | Cessioni |
| R.       | Nome     | a        | Modalità |
| -------- | -------- | -------- | -------- |

## Risultati

### Regionalliga nord

#### Girone di andata
| 31 luglio 1998, ore 20:00 CEST 1ª giornata | Osnabrück | 0 – 0 | Kickers Emden |  |

| 7 agosto 1998, ore 20:00 CEST 2ª giornata | Herzlake | 0 – 3 | Osnabrück |  |

| 15 agosto 1998, ore 14:30 CEST 3ª giornata | Osnabrück | 1 – 4 | Eintracht Braunschweig |  |

| 23 agosto 1998, ore 15:00 CEST 4ª giornata | Norderstedt | 1 – 1 | Osnabrück |  |

| 1º settembre 1998, ore 20:00 CEST 5ª giornata | Osnabrück | 7 – 0 | Oldenburg |  |

| 5 settembre 1998, ore 14:30 CEST 6ª giornata | Cloppenburg | 0 – 1 | Osnabrück |  |

| 13 settembre 1998, ore 14:00 CEST 7ª giornata | Eintracht Nordhorn | 0 – 1 | Osnabrück |  |

| 18 settembre 1998, ore 20:00 CEST 8ª giornata | Osnabrück | 2 – 0 | Holstein Kiel |  |

| 26 settembre 1998, ore 14:00 CEST 9ª giornata | S.F. Ricklingen | 2 – 3 | Osnabrück |  |

| 2 ottobre 1998, ore 20:00 CEST 10ª giornata | Osnabrück | 4 – 0 | TuS Celle |  |

| 8 ottobre 1998, ore 20:30 CEST 11ª giornata | Meppen | 0 – 2 | Osnabrück |  |

| 16 ottobre 1998, ore 19:30 CEST 12ª giornata | Osnabrück | 1 – 3 | Amburgo II |  |

| 24 ottobre 1998, ore 14:30 CEST 13ª giornata | Werder Brema II | 3 – 5 | Osnabrück |  |

| 30 ottobre 1998, ore 20:00 CET 14ª giornata | Osnabrück | 0 – 0 | Wilhelmshaven |  |

| 6 novembre 1998, ore 19:30 CET 15ª giornata | Lüneburger | 0 – 6 | Osnabrück |  |

| 13 novembre 1998, ore 20:00 CET 16ª giornata | Osnabrück | 1 – 0 | Lubecca |  |

| 21 novembre 1998, ore 14:00 CET 17ª giornata | Arminia Hannover | 0 – 1 | Osnabrück |  |

#### Girone di ritorno
| 27 novembre 1998, ore 20:00 CET 18ª giornata | Kickers Emden | 0 – 2 | Osnabrück |  |

| 10 febbraio 1999, ore 19:00 CET 19ª giornata | Osnabrück | 2 – 1 | Herzlake |  |

| 10 dicembre 1998, ore 20:30 CET 20ª giornata | Eintracht Braunschweig | 2 – 0 | Osnabrück |  |

| 5 febbraio 1999, ore 20:00 CET 21ª giornata | Osnabrück | 3 – 1 | Norderstedt |  |

| 13 aprile 1999, ore 18:30 CEST 22ª giornata | Oldenburg | 2 – 2 | Osnabrück |  |

| 21 marzo 1999, ore 19:00 CET 23ª giornata | Osnabrück | 2 – 0 | Cloppenburg |  |

| 26 febbraio 1999, ore 19:00 CET 24ª giornata | Osnabrück | 6 – 0 | Eintracht Nordhorn |  |

| 27 aprile 1999, ore 19:00 CEST 25ª giornata | Holstein Kiel | 0 – 3 | Osnabrück |  |

| 12 marzo 1999, ore 19:00 CET 26ª giornata | Osnabrück | 1 – 0 | S.F. Ricklingen |  |

| 20 marzo 1999, ore 15:00 CET 27ª giornata | TuS Celle | 0 – 1 | Osnabrück |  |

| 26 marzo 1999, ore 19:00 CET 28ª giornata | Osnabrück | 1 – 1 | Meppen |  |

| 10 aprile 1999, ore 14:00 CEST 29ª giornata | Amburgo II | 0 – 1 | Osnabrück |  |

| 16 aprile 1999, ore 20:00 CEST 30ª giornata | Osnabrück | 0 – 3 | Werder Brema II |  |

| 1º maggio 1999, ore 14:00 CEST 31ª giornata | Wilhelmshaven | 1 – 2 | Osnabrück |  |

| 7 maggio 1999, ore 20:00 CEST 32ª giornata | Osnabrück | 1 – 1 | Lüneburger |  |

| 15 maggio 1999, ore 14:00 CEST 33ª giornata | Lubecca | 1 – 0 | Osnabrück |  |

| 21 maggio 1999, ore 19:00 CEST 34ª giornata | Osnabrück | 1 – 0 | Arminia Hannover |  |

### Spareggi promozione

#### Spareggio promozione intergirone
| Arbitro: | Fandel |

|                        |           |  |
| Przondziono 34’ (rig.) | Marcatori |  |

| Arbitro: | Wack |

|                     |           |  |
| Kunze 55’ Kujat 74’ | Marcatori |  |

#### Triangolare promozione
| 6 giugno 1999 1ª giornata |  | – turno di riposo |  |  |

| Arbitro: | Gettke |

|                             |           |                             |
| Papić 26’ (rig.) Berens 55’ | Marcatori | 47’ Janiak 49’, 60’ Thioune |

| Arbitro: | Fröhlich |

|             |           |                      |
| Claaßen 20’ | Marcatori | 51’ Vollmar 90’ Roth |

### Coppa di Germania
| Arbitro: | Friedrichs |

|  |           |                      |
|  | Marcatori | 33’ Ćirić 90’ Bürger |

## Statistiche

### Statistiche di squadra
| Competizione        | Punti | In casa | In casa | In casa | In casa | In casa | In casa | In trasferta | In trasferta | In trasferta | In trasferta | In trasferta | In trasferta | Totale | Totale | Totale | Totale | Totale | Totale | DR  |
| Competizione        | Punti | G       | V       | N       | P       | Gf      | Gs      | G            | V            | N            | P            | Gf           | Gs           | G      | V      | N      | P      | Gf     | Gs     | DR  |
| ------------------- | ----- | ------- | ------- | ------- | ------- | ------- | ------- | ------------ | ------------ | ------------ | ------------ | ------------ | ------------ | ------ | ------ | ------ | ------ | ------ | ------ | --- |
| Regionalliga nord   | 75    | 17      | 10      | 4       | 3       | 33      | 14      | 17           | 13           | 2            | 2            | 34           | 12           | 34     | 23     | 6      | 5      | 67     | 26     | +41 |
| Spareggi promozione | -     | 2       | 1       | 0       | 1       | 2       | 2       | 2            | 1            | 0            | 1            | 3            | 4            | 4      | 2      | 0      | 2      | 5      | 6      | -1  |
| Coppa di Germania   | -     | 1       | 0       | 0       | 1       | 0       | 2       | 0            | 0            | 0            | 0            | 0            | 0            | 1      | 0      | 0      | 1      | 0      | 2      | -2  |
| Totale              | 75    | 20      | 11      | 4       | 5       | 35      | 18      | 19           | 14           | 2            | 3            | 37           | 16           | 39     | 25     | 6      | 8      | 72     | 34     | +38 |

### Andamento in campionato
| Giornata  | 1  | 2 | 3 | 4  | 5 | 6 | 7 | 8 | 9 | 10 | 11 | 12 | 13 | 14 | 15 | 16 | 17 | 18 | 19 | 20 | 21 | 22 | 23 | 24 | 25 | 26 | 27 | 28 | 29 | 30 | 31 | 32 | 33 | 34 |
| --------- | -- | - | - | -- | - | - | - | - | - | -- | -- | -- | -- | -- | -- | -- | -- | -- | -- | -- | -- | -- | -- | -- | -- | -- | -- | -- | -- | -- | -- | -- | -- | -- |
| Luogo     | C  | T | C | T  | C | T | T | C | T | C  | T  | C  | T  | C  | T  | C  | T  | T  | C  | T  | C  | T  | C  | C  | T  | C  | T  | C  | T  | C  | T  | C  | T  | C  |
| Risultato | N  | V | P | N  | V | V | V | V | V | V  | V  | P  | V  | N  | V  | V  | V  | V  | V  | P  | V  | N  | V  | V  | V  | V  | V  | N  | V  | P  | V  | N  | P  | V  |
| Posizione | 10 | 4 | 9 | 10 | 9 | 5 | 3 | 3 | 3 | 3  | 1  | 2  | 1  | 3  | 2  | 1  | 1  | 1  | 1  | 1  | 1  | 1  | 1  | 1  | 1  | 1  | 1  | 1  | 1  | 1  | 1  | 1  | 2  | 1  |

Legenda:

Luogo: C = Casa; T = Trasferta. Risultato: V = Vittoria; N = Pareggio; P = Sconfitta.

### Statistiche dei giocatori
| Giocatore       | Spareggi | Spareggi | Spareggi    | Spareggi   | Coppa di Germania | Coppa di Germania | Coppa di Germania | Coppa di Germania | Totale   | Totale | Totale      | Totale     |
| Giocatore       | Presenze | Reti     | Ammonizioni | Espulsioni | Presenze          | Reti              | Ammonizioni       | Espulsioni        | Presenze | Reti   | Ammonizioni | Espulsioni |
| --------------- | -------- | -------- | ----------- | ---------- | ----------------- | ----------------- | ----------------- | ----------------- | -------- | ------ | ----------- | ---------- |
| G. Baerhausen   | 0        | 0        | 0           | 0          | 0                 | 0                 | 0                 | 0                 | 0        | 0      | 0           | 0          |
| U. Brunn        | 4        | 0        | 0           | 0          | 1                 | 0                 | 0                 | 0                 | 5        | 0      | 0           | 0          |
| M. Bury         | 4        | 0        | 0           | 0          | 1                 | 0                 | 0                 | 0                 | 5        | 0      | 0           | 0          |
| C. Claaßen      | 4        | 1        | 0           | 0          | 1                 | 0                 | 0                 | 0                 | 5        | 1      | 0           | 0          |
| F. Claaßen      | 4        | 0        | 1           | 0          | 0                 | 0                 | 0                 | 0                 | 4        | 0      | 1           | 0          |
| J. Enochs       | 4        | 0        | 2           | 0          | 1                 | 0                 | 0                 | 0                 | 5        | 0      | 2           | 0          |
| R. Goda         | 0        | 0        | 0           | 0          | 0                 | 0                 | 0                 | 0                 | 0        | 0      | 0           | 0          |
| U. Hartenberger | 0        | 0        | 0           | 0          | 0                 | 0                 | 0                 | 0                 | 0        | 0      | 0           | 0          |
| N. Hörmeyer     | 0        | 0        | 0           | 0          | 0                 | 0                 | 0                 | 0                 | 0        | 0      | 0           | 0          |
| J. Janiak       | 4        | 1        | 0           | 0          | 1                 | 0                 | 0                 | 0                 | 5        | 1      | 0           | 0          |
| S. Kavazovic    | 1        | 0        | 0           | 0          | 0                 | 0                 | 0                 | 0                 | 1        | 0      | 0           | 0          |
| A. Lines        | 1        | 0        | 0           | 0          | 0                 | 0                 | 0                 | 0                 | 1        | 0      | 0           | 0          |
| S. Lodter       | 0        | 0        | 0           | 0          | 0                 | 0                 | 0                 | 0                 | 0        | 0      | 0           | 0          |
| J. Pahlig       | 0        | 0        | 0           | 0          | 0                 | 0                 | 0                 | 0                 | 0        | 0      | 0           | 0          |
| M. Przondziono  | 4        | 1        | 1           | 0          | 1                 | 0                 | 0                 | 0                 | 5        | 1      | 1           | 0          |
| S. Quatmann     | 0        | 0        | 0           | 0          | 0                 | 0                 | 0                 | 0                 | 0        | 0      | 0           | 0          |
| M. Rose         | 4        | 0        | 1           | 0          | 1                 | 0                 | 0                 | 0                 | 5        | 0      | 1           | 0          |
| L. Schiersand   | 4        | 0        | 0           | 0          | 1                 | 0                 | 0                 | 0                 | 5        | 0      | 0           | 0          |
| G. Schwager     | 3        | 0        | 0           | 0          | 0                 | 0                 | 0                 | 0                 | 3        | 0      | 0           | 0          |
| W. Schütte      | 4        | 0        | 0           | 0          | 1                 | 0                 | 0                 | 0                 | 5        | 0      | 0           | 0          |
| D. Thioune      | 4        | 2        | 2           | 0          | 1                 | 0                 | 0                 | 0                 | 5        | 2      | 2           | 0          |
| K. Wenschlag    | 2        | 0        | 0           | 0          | 1                 | 0                 | 0                 | 0                 | 3        | 0      | 0           | 0          |
| M. Wulftange    | 2        | 0        | 0           | 0          | 1                 | 0                 | 1                 | 0                 | 3        | 0      | 1           | 0          |